# Jesús Gómez (Leichtathlet)
Jesús Gómez Santiago (* 24. April 1991 in Burgos) ist ein spanischer Leichtathlet, der sich auf den 1500-Meter-Lauf spezialisiert hat.

## Sportliche Laufbahn
Jesús Gómez erreichte vergleichsweise spät nationales Topniveau in den Mittelstreckenläufen. So nahm er erstmals im Jahr 2015 bei Spanischen Meisterschaften teil, konnte aber weder in der Halle über 3000 Meter, noch in der Freiluft über 800 Meter vordere Platzierungen erreichen. Bis 2017 trat er vorrangig im 800-Meter-Lauf an und belegte in jenem Jahr den fünften Platz bei den Spanischen Meisterschaften. Im Juli stellte er seine persönliche Bestzeit von 1:45,67 min auf. Im Dezember nahm er als Teil der Spanischen 4-mal-1,5-Kilometer-Mixed-Staffel an den Crosslauf-Europameisterschaften im slowakischen Šamorín teil und konnte mit seinen Mannschaftskameraden die Bronzemedaille gewinnen. Ab 2018 fokussierte er sich vollends auf den 1500-Meter-Lauf. Im Februar gewann er die Bronzemedaille bei den Spanischen Hallenmeisterschaften und verbesserte sich im Mai auf 3:38,63 min. Im Juni nahm er in seiner spanischen Heimat an den Mittelmeerspielen teil, bei denen er den siebten Platz belegte. 2019 trat Gómez im Frühjahr bei den Halleneuropameisterschaften in Glasgow an, bei denen er mit einer Zeit von 3:44,39 min die Bronzemedaille gewinnen konnte. Nach dem Gewinn der Silbermedaille bei den Spanischen Meisterschaften, trat er im Oktober bei den Weltmeisterschaften in Doha an, bei denen er in das Halbfinale einziehen konnte. 2020 verbesserte er sich im August in Monaco auf 3:33,07 min. 2021 nahm er in Toruń zum zweiten Mal an Halleneuropameisterschaften teil, bei denen er nach 2019 in Glasgow erneut die Bronzemedaille gewinnen konnte. Anschließend qualifizierte er sich zum ersten Mal für die Olympischen Sommerspiele. In Tokio erreichte er Anfang August das Halbfinale, worin er anschließend allerdings chancenlos auf das Weiterkommen war.
2023 nahm Gómez zum dritten Mal bei den Halleneuropameisterschaften an. Nach zwei Bronzemedaillen, die er bei den letzten beiden Halleneuropameisterschaften gewinnen konnte, verpasste er diesmal als Vierter knapp eine Medaille.
Bislang wurde Gómez insgesamt viermal Spanischer Meister im 1500-Meter-Lauf, einmal in der Freiluft (2018) und zweimal in der Halle (2019–2021).

## Wichtige Wettbewerbe
| Jahr                | Veranstaltung                   | Ort                 | Platz               | Disziplin           | Zeit                |
| Startet für Spanien | Startet für Spanien             | Startet für Spanien | Startet für Spanien | Startet für Spanien | Startet für Spanien |
| ------------------- | ------------------------------- | ------------------- | ------------------- | ------------------- | ------------------- |
| 2017                | Crosslauf-Europameisterschaften | Šamorín             | 3.                  | 1,5 km Mixed        | 18:26 min           |
| 2018                | Mittelmeerspiele                | Tarragona           | 7.                  | 1500 m              | 3:40,43 min         |
| 2019                | Halleneuropameisterschaften     | Glasgow             | 3.                  | 1500 m              | 3:44,39 min         |
| 2019                | Weltmeisterschaften             | Doha                | 24.                 | 1500 m              | 3:40,29 min         |
| 2021                | Halleneuropameisterschaften     | Toruń               | 3.                  | 1500 m              | 3:38,47 min         |
| 2021                | Olympische Sommerspiele         | Tokio               | 24.                 | 1500 m              | 3:44,46 min         |
| 2023                | Halleneuropameisterschaften     | Istanbul            | 4.                  | 1500 m              | 3:38,11 min         |

## Persönliche Bestleistungen
Freiluft
- 800 m: 1:45,67 min, 14. Juli 2017, Madrid
- 1000 m: 2:15,99 min, 12. Mai 2021, Nerja (spanischer Rekord)
- 1500 m: 3:33,07 min, 14. August 2020, Monaco
- 3000 m: 7:54,46 min, 29. Juli 2020, Castellón

Halle
- 800 m: 1:47,93 min, 6. Februar 2019, Sabadell
- 1500 m: 3:36,32 min, 24. Februar 2021, Madrid
- 3000 m: 7:48,76 min, 18. Januar 2019, Valencia